# Stati Uniti d'America ai Giochi della XI Olimpiade
Gli Stati Uniti d'America parteciparono ai Giochi della XI Olimpiade, svoltisi a Berlino, Germania, dal 1º al 16 agosto 1936, con una delegazione di 359 atleti impegnati in ventuno discipline.

## Medagliere

### Per discipline
| Sport              | Oro | Argento | Bronzo | Totale |
| ------------------ | --- | ------- | ------ | ------ |
| Atletica leggera   | 14  | 7       | 4      | 25     |
| Tuffi              | 4   | 4       | 2      | 10     |
| Nuoto              | 2   | 3       | 3      | 8      |
| Lotta libera       | 1   | 3       | 0      | 4      |
| Canottaggio        | 1   | 0       | 1      | 2      |
| Pallacanestro      | 1   | 0       | 0      | 1      |
| Sollevamento pesi  | 1   | 0       | 0      | 1      |
| Pugilato           | 0   | 1       | 1      | 2      |
| Equitazione        | 0   | 1       | 0      | 1      |
| Pentathlon moderno | 0   | 1       | 0      | 1      |
| Canoa/kayak        | 0   | 0       | 1      | 1      |
| Totale             | 24  | 20      | 12     | 56     |

### Medaglie
| Medaglia | Atleta | Sport              | Evento                                       |
| -------- | --- | ------------------ | -------------------------------------------- |
| Oro      | Jesse Owens | Atletica leggera   | 100 metri piani maschili                     |
| Oro      | Jesse Owens | Atletica leggera   | 200 metri piani maschili                     |
| Oro      | Archie Williams | Atletica leggera   | 400 metri piani                              |
| Oro      | John Woodruff | Atletica leggera   | 800 metri piani                              |
| Oro      | Forrest Towns | Atletica leggera   | 110 metri ostacoli                           |
| Oro      | Glenn Hardin | Atletica leggera   | 400 metri ostacoli                           |
| Oro      | Jesse Owens Ralph Metcalfe Foy Draper Frank Wykoff                                                                      | Atletica leggera   | Staffetta 4×100 metri maschile               |
| Oro      | Cornelius Johnson | Atletica leggera   | Salto in alto maschile                       |
| Oro      | Earle Meadows | Atletica leggera   | Salto con l'asta                             |
| Oro      | Jesse Owens | Atletica leggera   | Salto in lungo                               |
| Oro      | Ken Carpenter | Atletica leggera   | Lancio del disco maschile                    |
| Oro      | Glenn Morris | Atletica leggera   | Decathlon                                    |
| Oro      | Helen Stephens | Atletica leggera   | 100 metri piani femminili                    |
| Oro      | Harriet Bland Annette Rogers Betty Robinson Helen Stephens                                                              | Atletica leggera   | Staffetta 4×100 metri femminile              |
| Oro      | Roger Morris Charles Day Gordon Adam John White James McMillin George Elwood Hunt Joe Rantz Donald Hume Tim:Robert Moch | Canottaggio        | Otto maschile                                |
| Oro      | Frank Lewis | Lotta libera       | Pesi welter                                  |
| Oro      | Jack Medica | Nuoto              | 400 metri stile libero maschili              |
| Oro      | Adolph Kiefer | Nuoto              | 100 metri dorso maschili                     |
| Oro      | Stati Uniti | Pallacanestro      | Torneo Maschile                              |
| Oro      | Tony Terlazzo | Sollevamento pesi  | Pesi piuma                                   |
| Oro      | Richard Degener | Tuffi              | Trampolino maschile                          |
| Oro      | Marshall Wayne | Tuffi              | Piattaforma maschile                         |
| Oro      | Marjorie Gestring | Tuffi              | Trampolino femminile                         |
| Oro      | Dorothy Poynton-Hill | Tuffi              | Piattaforma femminile                        |
| Argento  | Ralph Metcalfe | Atletica leggera   | 100 metri piani maschili                     |
| Argento  | Mack Robinson | Atletica leggera   | 200 metri piani maschili                     |
| Argento  | Glenn Cunningham | Atletica leggera   | 1500 metri piani                             |
| Argento  | Harold Cagle Robert Young Edward O'Brien Alfred Fitch                                                                   | Atletica leggera   | Staffetta 4×400 metri                        |
| Argento  | David Albritton | Atletica leggera   | Salto in alto maschile                       |
| Argento  | Gordon Dunn | Atletica leggera   | Lancio del disco maschile                    |
| Argento  | Bob Clark | Atletica leggera   | Decathlon                                    |
| Argento  | Earl Foster Thomson | Equitazione        | Concorso completo individuale                |
| Argento  | Ross Flood | Lotta libera       | Pesi gallo                                   |
| Argento  | Frank Millard | Lotta libera       | Pesi piuma                                   |
| Argento  | Dick Voliva | Lotta libera       | Pesi medi                                    |
| Argento  | Jack Medica | Nuoto              | 1500 metri stile libero maschili             |
| Argento  | Albert van de Weghe | Nuoto              | 100 metri dorso maschili                     |
| Argento  | Ralph Flanagan John Macionis Paul Wolf Jack Medica Ralph Gilman Charles Hutter                                          | Nuoto              | Staffetta 4x200 metri stile libero maschile  |
| Argento  | Charles Leonard | Pentathlon moderno | Maschile                                     |
| Argento  | Jack Wilson | Pugilato           | Pesi gallo                                   |
| Argento  | Marshall Wayne | Tuffi              | Trampolino maschile                          |
| Argento  | Elbert Root | Tuffi              | Piattaforma maschile                         |
| Argento  | Katherine Rawls | Tuffi              | Trampolino femminile                         |
| Argento  | Velma Dunn | Tuffi              | Piattaforma femminile                        |
| Bronzo   | Jimmy LuValle | Atletica leggera   | 400 metri piani                              |
| Bronzo   | Fritz Pollard Jr. | Atletica leggera   | 110 metri ostacoli                           |
| Bronzo   | Delos Thurber | Atletica leggera   | Salto in alto maschile                       |
| Bronzo   | Jack Parker | Atletica leggera   | Decathlon                                    |
| Bronzo   | Ernest Riedel | Canoa/kayak        | K1 10000 metri                               |
| Bronzo   | Daniel Barrow | Canottaggio        | Singolo maschile                             |
| Bronzo   | Lenore Kight-Wingard | Nuoto              | 400 metri stile libero femminili             |
| Bronzo   | Alice Bridges | Nuoto              | 100 metri dorso femminili                    |
| Bronzo   | Katherine Rawls Bernice Lapp Mavis Freeman Olive McKean Elizabeth Ryan                                                  | Nuoto              | Staffetta 4x100 metri stile libero femminile |
| Bronzo   | Lou Laurie | Pugilato           | Pesi mosca                                   |
| Bronzo   | Alan Greene | Tuffi              | Trampolino maschile                          |
| Bronzo   | Dorothy Poynton-Hill | Tuffi              | Trampolino femminile                         |

## Risultati

### Calcio
| Atleta | Classifica |                        |
| --- | --- | ---------------------- |
| V · D · M Nazionale statunitense · Calcio ai Giochi Olimpici Estivi 1936 P Bartkus · P Denton · D Greinert · D Stoll · D Zbikowski · D Zywan · C Altemose · C Begley · C Crockett · C Olthaus · C Pietras · A Chimielewski · A Fiedler · A Gajda · A Lutkefedder · A Nemchik · A Ryan · CT : Cavanaugh | 9° |                        |
| Nazionale statunitense · Calcio ai Giochi Olimpici Estivi 1936 | |                        |
| P Bartkus · P Denton · D Greinert · D Stoll · D Zbikowski · D Zywan · C Altemose · C Begley · C Crockett · C Olthaus · C Pietras · A Chimielewski · A Fiedler · A Gajda · A Lutkefedder · A Nemchik · A Ryan · CT: Cavanaugh                                                                           | P Bartkus · P Denton · D Greinert · D Stoll · D Zbikowski · D Zywan · C Altemose · C Begley · C Crockett · C Olthaus · C Pietras · A Chimielewski · A Fiedler · A Gajda · A Lutkefedder · A Nemchik · A Ryan · CT: Cavanaugh | Stati Uniti (bandiera) |

### Pallacanestro
| Atleta | Classifica |
| --- | ---------- |
| V · D · M Nazionale statunitense - Pallacanestro ai Giochi della XI Olimpiade Balter · Bishop · Fortenberry · Gibbons · Johnson · Knowles · Lubin · Mollner · Piper · Ragland · Schmidt · Shy · Swanson · Wheatley · All. James Needles | Oro        |
| Nazionale statunitense - Pallacanestro ai Giochi della XI Olimpiade |            |
| Balter · Bishop · Fortenberry · Gibbons · Johnson · Knowles · Lubin · Mollner · Piper · Ragland · Schmidt · Shy · Swanson · Wheatley · All. James Needles                                                                               |            |

### Pallanuoto
| Atleta | Classifica |                        |
| --- | --- | ---------------------- |
| V · D · M Nazionale maschile statunitense di pallanuoto · Giochi olimpici - Berlino 1936 Beck · Daubenspeck · Finn · Fiske · Lauer · McCallister · O'Connor · Ruddy · Wildman · Graham · Kelly · CT : Clyde Swendsen | 9° |                        |
| Nazionale maschile statunitense di pallanuoto · Giochi olimpici - Berlino 1936 | |                        |
| Beck · Daubenspeck · Finn · Fiske · Lauer · McCallister · O'Connor · Ruddy · Wildman · Graham · Kelly · CT: Clyde Swendsen                                                                                           | Beck · Daubenspeck · Finn · Fiske · Lauer · McCallister · O'Connor · Ruddy · Wildman · Graham · Kelly · CT: Clyde Swendsen | Stati Uniti (bandiera) |